# Mark McGwire

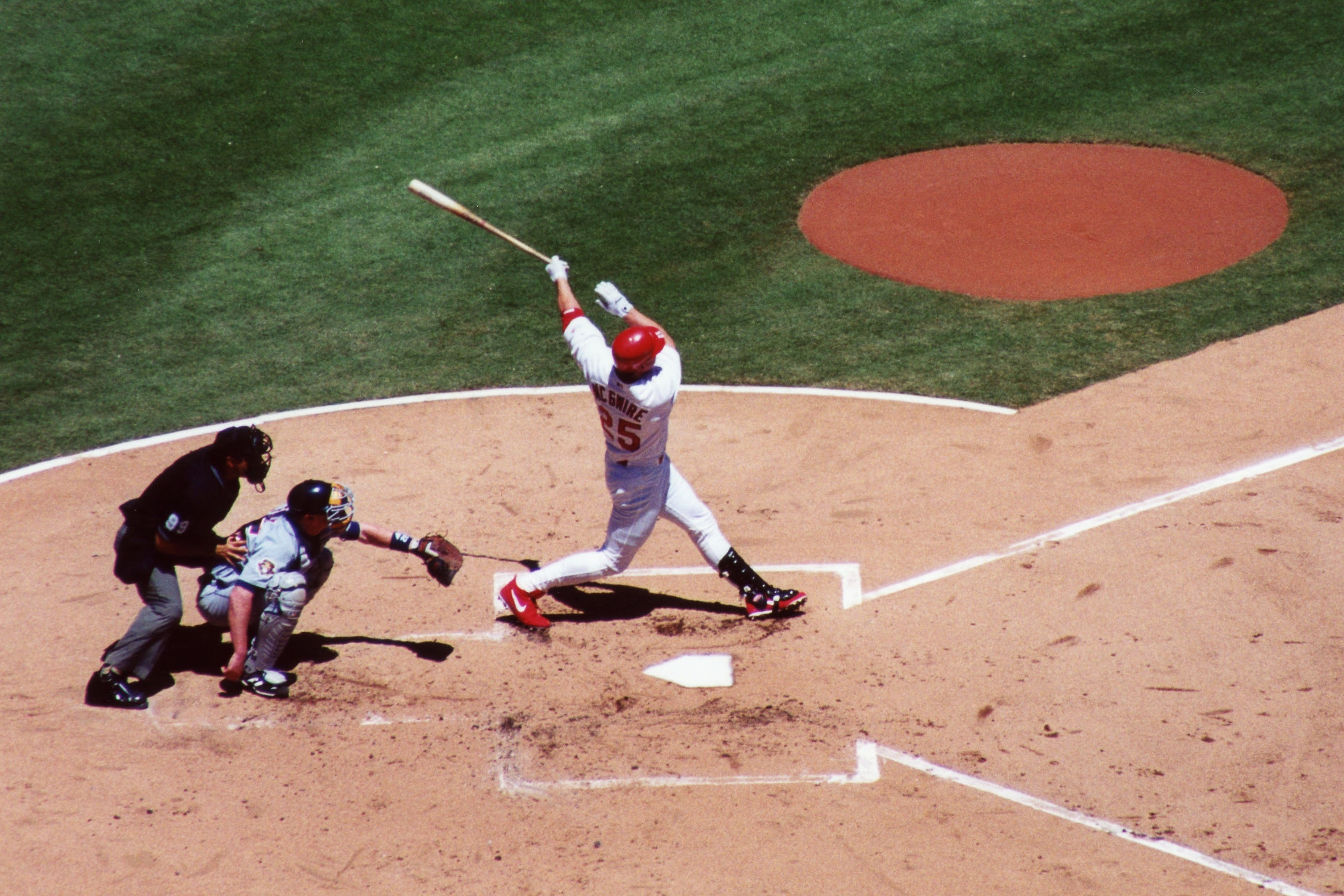
McGwire aan slag

Mark McGwire (Pomona (Californië), 1 oktober 1963) is een voormalig honkballer uit de Verenigde Staten. Hij werd voornamelijk bekend wegens het neerzetten van het recordaantal homeruns in één seizoen, waarom hij wedijverde met Sammy Sosa.

## Biografie

### Carrière
McGwire speelde van 1982 tot 2001 in de Major League Baseball als eerste honkman, eerst bij de Oakland Athletics, later bij de St. Louis Cardinals. In dienst van de Cardinals brak hij in 1998 het oude record van Roger Maris (61 homeruns) door 70 homeruns te slaan; een record dat inmiddels door Barry Bonds verbeterd is tot 73 homeruns (2001).

### Doping
Later in zijn carrière kwam McGwire in opspraak nadat hij had toegegeven het prestatieverhogende voedingssuplement androstenedion te hebben gebruikt. De stof was op dat moment nog toegestaan, maar door het later ontdekte steroïdenschandaal in het Amerikaanse honkbal werd McGwire verdacht van het nemen van verboden steroïden. Oud-homerunspecialist José Canseco schreef in zijn boek Juiced dat hij Mark McGwire had ingespoten met steroïden. Tijdens een enquête van het Congres in maart 2005 ging McGwire het antwoord op de vraag of hij verboden middelen had gebruikt uit de weg door te verklaren dat hij niet aanwezig was om te praten over het verleden. Pas in 2010 gaf hij toe in 1998 wel gebruik te hebben gemaakt van verboden middelen.
- Catàleg d'autoritats de noms i títols de Catalunya: 981058614889306706
- Gemeinsame Normdatei: 1147240043
- International Standard Name Identifier: 0000 0000 4573 720X
- Library of Congress Control Number: no97064628
- Bibliotheek van het Japanse parlement: 00746115
- Nationale Bibliotheek van Israël: 987007343105805171
- SNAC: w6dj6n97
- Virtual International Authority File: 21752581
- WorldCat: E39PBJk8YCGFYjfh9rBY8xqPcP